# Yūka Setō
Pour les articles homonymes, voir Seto (homonymie).
Yūka Setō (勢藤 優花, Setō Yūka) est une sauteuse à ski japonaise, née le 22 février 1997 à Kamikawa.

## Biographie
Elle démarre dans des compétitions de la FIS en 2013. Elle dispute son premier concours de Coupe du monde en décembre 2014 à Lillehammer et marque ses premiers points dès son deuxième concours. Son meilleur résultat pour sa première saison est une 11e place à Oberstdorf. Aux Championnats du monde junior 2015, elle décroche une médaille de bronze par équipes. Lors de l'édition 2016, elle obtient son meilleur résultat individuel avec une cinquième place.
Lors de la saison 2015-2016, elle obtient son premier top 10 en terminant 5e au Mont Zaō. Elle améliore cette performance lors de la dernière compétition de la saison 2018-2019 à Oberstdorf, où elle est quatrième. Durant cette même saison, elle contribue aux victoires de l'équipe japonaise à Hinterzarten et au Mont Zaō et prend part aux Jeux olympiques de Pyeongchang, se classant 17e.
Elle compte aussi trois participations aux Championnats du monde à son actif entre 2015 et 2019, avec comme meilleur résultat une quatorzième place en 2017.

## Palmarès

### Jeux olympiques
| Épreuve / Édition | Pyeongchang 2018 |
| Individuel        | 17e              |

### Championnats du monde
| Épreuve / Édition | Falun 2015 | Lahti 2017 | Seefeld 2019 |
| Individuel        | 31e        | 14e        | 28e          |

### Coupe du monde
- Meilleur classement général : 12e en 2017.
- Meilleur résultat individuel : 4e.
- 4 podiums par équipes : 2 victoires, 1 deuxième place et 1 troisième place.

Palmarès à l'issue de la saison 2019-2020

#### Classements généraux annuels
| Année | Rang |
| 2015  | 27e  |
| 2016  | 17e  |
| 2017  | 12e  |
| 2018  | 13e  |
| 2019  | 22e  |
| 2020  | 18e  |
| 2021  | 30e  |

### Championnats du monde junior
- Almaty 2015 :
  -  Médaille de bronze par équipes.